# قلعة شونبرغ
قلعة شونبرغ تقع في بلدية شونبورغ على بعد 4.5 كيلومتر شرق بلدة ناومبورغ في قلب جمهورية ألمانيا الاتحادية في ولاية ساكسونيا أنهالت. اقترحتها ألمانيا لتسجيلها في قائمة التراث العالمي.

## موقع
تقع الآثار الرومانية المتأخرة لقلعة شونبرغ على قمة منحدر من الحجر الرملي المرقط بجوار نهر زاله، الذي يبلغ ارتفاعه 40 مترًا وينخفض بشكل حاد بالإتجاه الغربي. تم بناء القلعة بالحجر الرملي.

## تاريخ
هذه القلعة التي تقع على قمة المنحدرات الجنوبية من زاله. أقيمت كأهم قلعة في القرن الثاني عشر بتكليف من أساقفة ناومبورغ، فقد امتلك الأساقفة عدة قلاع داخل أراضيهم لتأمين أصولهم. منذ عام 1158 كحد أقصى، سميت عائلة نبيلة حرة تملك ممتلكات حول ناومبورغ باسم القلعة نفسها، تم توثيق القلعة لأول مرة في عام 1137. كما تم الحفاظ على قلعة شونبرغ حتى يومنا هذا، وهي من الأمثلة الكلاسيكية الموجودة حتى وقتنا هذا.

## هندسة معمارية للقلعة

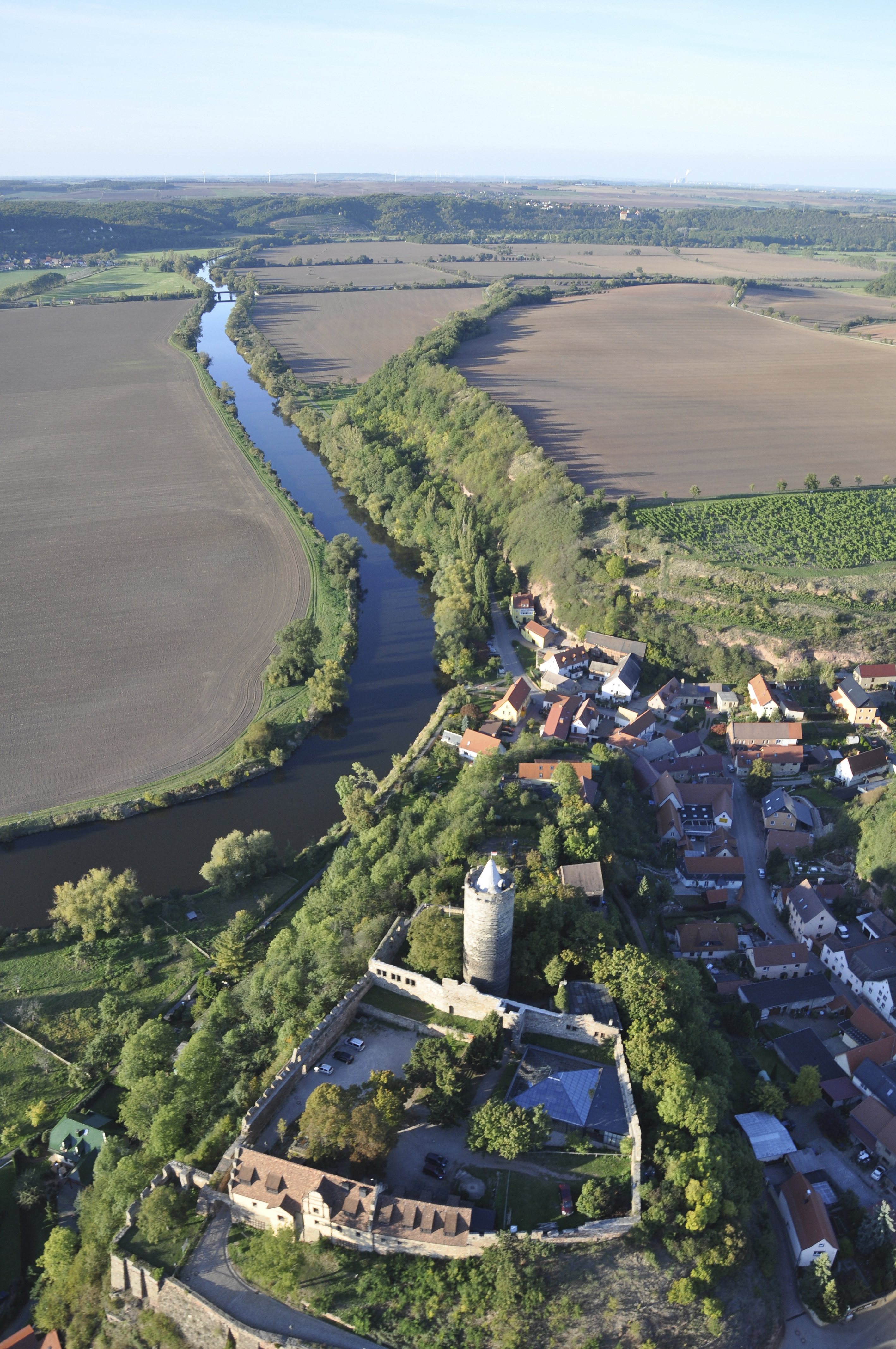
قلعة شونبرغ في ساكسونيا أنهالت، ألمانيا.

احتفظت جميع الجدران والبوابات وأجزاء من القلعة بموادها الأصلية من العصور الوسطى العليا، وكذلك أجزاء من الداخل مثل المداخن التي يعود تاريخها إلى 1220 ونوافذ مزخرفة. تتوافق الهندسة المعمارية والديكورات الموجودة هنا مع المعالم الأخرى في ترشيح التراث العالمي.

## ترشيح التراث العالمي
تعد قلعة شونبورغ أحد المكونات الإحدى عشر للمشهد الثقافي «كاتدرائية ناومبورغ والمناظر الطبيعية الثقافية في العصور الوسطى العليا لنهر زاله وأونستروت». كمعلم، تعد القلعة جزءًا مهمًا من خطوط الرؤية التي تربط المشهد الثقافي ككل. إن ترشيح التراث العالمي هو ممثل للعمليات التي شكلت القارة خلال العصور الوسطى العالية بين عامي 1000 و1300: إضفاء الطابع المسيحي، وما يسمى بتوسع الدولة وديناميات التبادل الثقافي وخاصية النقل لهذه الفترة بالذات.

## روابط خارجية
- Video of the cultural landscape of Naumburg